# Kambuskhöna
Kambuskhöna (Aepypodius arfakianus) är en fågel i familjen storfotshöns inom ordningen hönsfåglar.

## Utseende och läte
Kambuskhöna är en stor och svart hönsfågel. På huvudet syns bar ljusblå hud hos hanen, grå hos honan. Röda hudflikar på huvudet är mindre hos honan än hanen. Den är lik andra buskhöns men har en vertikalt tillplattad stjärt med rödbrun övergump och mörkare ben. Den är vanligen tystlåten men kan avge serier med vassa "ki! kekekekekeke", med första tonen ljusare.

## Utbredning och systematik
Kambuskhöna delas in i två underarter med följande utbredning:
- Aepypodius arfakianus arfakianus – förekommer i höga bergstrakter på Nya Guinea och ön Yapen
- Aepypodius arfakianus misoliensis – förekommer i bergsområden på ön Misool utanför nordvästra Nya Guinea

## Levnadssätt
Kambuskhönan hittas i bergsbelägen regnskog. Där lever den på marken. Den födosöker genom att skrapa undan löv på jakt efter fallfrukt, frön och ryggradslösa djur. Fågeln är mycket skygg och svår att få syn på.

## Status och hot
Arten har ett stort utbredningsområde, men tros minska i antal, dock inte tillräckligt kraftigt för att den ska betraktas som hotad. Internationella naturvårdsunionen IUCN listar arten som livskraftig (LC).

## Namn
Fågelns vetenskapliga artnamn arfakiensis syftar på Arfakbergen, en bergskedja på Nya Guinea där arten förekommer.